# Johan Karlsson (brydżysta)
Johan Karlsson – szwedzki brydżysta.

## Wyniki brydżowe

### Zawody światowe
W zawodach światowych uzyskał następujące rezultaty.
| Mistrzostwa Świata. Konkurencja teamów | Mistrzostwa Świata. Konkurencja teamów | Mistrzostwa Świata. Konkurencja teamów | Mistrzostwa Świata. Konkurencja teamów | Mistrzostwa Świata. Konkurencja teamów | Mistrzostwa Świata. Konkurencja teamów |
| Rok                                    | Miejsce                                | Zawody                                 | Kategoria                              | Drużyna                                | Pozycja                                |
| -------------------------------------- | -------------------------------------- | -------------------------------------- | -------------------------------------- | -------------------------------------- | -------------------------------------- |
| 2011                                   | Opatija                                | 2. Światowy Kongres Młodzieży          | Juniorzy                               | Sweden                                 | 12                                     |
| 2011                                   | Opatija                                | 2 Światowy Kongres Młodzieży           | Juniorzy BAM                           | Sweden                                 | 7                                      |
| 2010                                   | Filadelfia                             | 13. Seria Mistrzostw Świata            | Młodzież Szkolna                       | Sweden                                 | 5                                      |

| Mistrzostwa Świata. Konkurencja par | Mistrzostwa Świata. Konkurencja par | Mistrzostwa Świata. Konkurencja par | Mistrzostwa Świata. Konkurencja par | Mistrzostwa Świata. Konkurencja par | Mistrzostwa Świata. Konkurencja par |
| Rok                                 | Miejsce                             | Zawody                              | Kategoria                           | Partner                             | Pozycja                             |
| ----------------------------------- | ----------------------------------- | ----------------------------------- | ----------------------------------- | ----------------------------------- | ----------------------------------- |
| 2011                                | Opatija                             | 2. Światowy Kongres Młodzieży       | Juniorzy                            | Daniel Gullberg                     | 22                                  |

### Zawody europejskie
W europejskich zawodach zdobył następujące lokaty:
| Zawody europejskie. Konkurencja teamów | Zawody europejskie. Konkurencja teamów | Zawody europejskie. Konkurencja teamów    | Zawody europejskie. Konkurencja teamów | Zawody europejskie. Konkurencja teamów | Zawody europejskie. Konkurencja teamów |
| Rok                                    | Miejsce                                | Zawody                                    | Kategoria                              | Drużyna                                | Pozycja                                |
| -------------------------------------- | -------------------------------------- | ----------------------------------------- | -------------------------------------- | -------------------------------------- | -------------------------------------- |
| 2013                                   | Wrocław                                | 24. Młodzieżowe Mistrzostwa Europy Teamów | Juniorzy                               | Sweden                                 | 6                                      |
| 2011                                   | Albena                                 | 23. Młodzieżowe Mistrzostwa Europy Teamów | Juniorzy                               | Sweden                                 | 9                                      |
| 2009                                   | Braszów                                | 22. Młodzieżowe Mistrzostwa Europy Teamów | Młodzież Szkolna                       | Sweden                                 | 5                                      |

| Zawody europejskie. Konkurencja par | Zawody europejskie. Konkurencja par | Zawody europejskie. Konkurencja par    | Zawody europejskie. Konkurencja par | Zawody europejskie. Konkurencja par | Zawody europejskie. Konkurencja par |
| Rok                                 | Miejsce                             | Zawody                                 | Kategoria                           | Partner                             | Pozycja                             |
| ----------------------------------- | ----------------------------------- | -------------------------------------- | ----------------------------------- | ----------------------------------- | ----------------------------------- |
| 2014                                | Burghausen                          | 12. Młodzieżowe Mistrzostwa Europy Par | Juniorzy                            | Adam Stokka                         | 19                                  |
| 2012                                | Vejle                               | 11. Młodzieżowe Mistrzostwa Europy Par | Juniorzy                            | Daniel Gullberg                     | 14                                  |
| 2010                                | Opatija                             | 10. Młodzieżowe Mistrzostwa Europy Par | Młodzież Szkolna                    | Daniel Gullberg                     | 1                                   |

## Klasyfikacja
- Johan Karlsson – klasyfikacja EBL (ang.)
- Johan Karlsson – klasyfikacja WBF (ang.)